# Willie Johnston
William Johnston (Glasgow, 19 dicembre 1946) è un ex calciatore scozzese, di ruolo centrocampista.

## Palmarès

### Competizioni nazionali
- Coppa di Scozia: 2

Rangers: 1965-1966, 1972-1973
- Coppe di Lega Scozzese: 3

Rangers: 1964-1965, 1970-1971, 1981-1982
- Campionato NASL: 1

Vancouver Whitecaps: 1979

### Competizioni internazionali
- Coppa delle Coppe: 1

Rangers: 1971-1972